# 约根·奥古斯特松
约根·奥古斯特松（瑞典語：Jörgen Augustsson，1952年10月28日—），瑞典男子足球运动员，司职后卫，1974年完成成年国家队首秀。他曾代表瑞典国家队参加1974年国际足联世界杯。他在退役后成为教练。